# Domenico Distilo
Domenico Distilo (Roma, 25 dicembre 1978) è un regista e sceneggiatore italiano.
Autore di documentari e cortometraggi, il suo lavoro si focalizza spesso su temi sociali, con un interesse verso le forme di arte contemporanea.

## Biografia
Distilo si diploma in regia presso il Centro Sperimentale di Cinematografia sotto la guida di Giuliano Montaldo e Daniele Segre. Il suo film di diploma Inatteso, realizzato sotto la supervisione di Jean-Marie Straub e Danièle Huillet, è un documentario sulla richiesta d'asilo politico in Italia e viene presentato nel 2006 al Festival dei Popoli e alla Berlinale nella sezione Forum. Successivamente, studia alla Universität der Künste di Berlino sotto la guida di Hito Steyerl.
Nel 2008 vince il premio Solinas per la sceneggiatura del lungometraggio Quando gli elefanti combattono, scritta insieme a Filippo Gravino e Guido Iuculano.
Nel 2011 dirige due documentari per la RAI: Estremi urbani - Gerusalemme, sul conflitto territoriale nella città santa e Immaginario Rom - Artisti Contro, sull'arte rom in Ungheria. L'anno successivo realizza Margini di sottosuolo, un documentario che esplora i confini tra documentario e finzione, esplorando l’archeologia e i legami emotivi con il passato.
Nel 2018 il suo documentario Manga Do, Igort e la via del manga vince il premio del pubblico al Biografilm Festival di Bologna: il film segue il viaggio di Igort, tra i principali autori italiani di graphic novel, nei luoghi simbolo della cultura giapponese, collegandosi al precedente reportage del 2013 Igort, il paesaggio segreto, che documenta la genesi della trilogia sull'Unione Sovietica e l'evoluzione del rapporto dell'artista con il racconto per immagini.
Nel 2021 la sua commedia Bettgeflüster (Pillow Talks), realizzata in collaborazione con Andrea Maguolo, viene presentata al Tallinn Black Nights Film Festival.
Nel 2025 vince il premio al miglior cortometraggio della sezione "Parental Experience" del Giffoni Film Festival con Vermi, realizzato in collaborazione con Andrea Maguolo e Ferran Paredes Rubio. Il film è anche in concorso ai David di Donatello ed è stato scelto come "Pick of the market" al festival del cortometraggio di Clermont-Ferrand.

## Filmografia

### Documentari
- Un giorno a Roma (2001)
- Tiburtina racconta (2005)
- Dialoghi di Profughi (2005)
- Inatteso (2005)
- CAM Selinunte, (2008)
- The Calm and the Storm (2010)
- Estremi urbani - Gerusalemme, (2011)
- Immaginario Rom - Artisti contro (2011)
- Margini di sottosuolo (2011)
- Igort, il paesaggio segreto (2013)
- La memoria delle cose (2014)
- Manga Do, Igort e la via del manga (2018)

### Cortometraggi
- Entrevias (2000)
- Bartleby, lo scrivano (2004)
- Bettgeflüster (Pillow Talks) (2021)
- Vermi (2025)

## Riconoscimenti
- 2000 – Messina Film Festival
  - Primo premio al cortometraggio Entrevias
- 2006 – Film Festival di Alicante
  - Primo premio come miglior documentario a Inatteso[9]
- 2006 – Arcipelago - Festival Internazionale di Cortometraggi e Nuove Immagini
  - Menzione speciale della giuria a Inatteso[10].
- 2008 – Premio Solinas
  - Premio alla sceneggiatura di Quando gli elefanti combattono[2].
- 2011 – Festival Assaggi di realtà
  - Premio maestri del documentario[11]
- 2018 – Biografilm Festival
  - Premio del pubblico[12]
- 2025 – Giffoni Film Festival
  - Premio al miglior cortometraggio della sezione "Parental Experience" a Vermi[13]
- 2025 - Festival international du court métrage de Clermont-Ferrand
  - Premio "Pick of the market" al cortometraggio Vermi[8]